# Ben Surman
Pablo Benjamin „Ben“ Surman (* um 1974) ist ein britischer Musiker (Synthesizer, Keyboards, auch Saxophon, Komposition), Tontechniker und Musikproduzent.

## Leben und Wirken
Surman wuchs als Sohn des Musikers John Surman im Südosten Englands auf; durch seinen Vater wurde ihm früh Verständnis für Klassik, Jazz und Folkmusik vermittelt. Als Saxophonist spielte er mit der Rockband Stewed, mit der Mitte der 1990er Jahre zwei Alben entstanden. Dann machte er elektronische Musik mit den Bands Third Zomby und Mind Over Rhythm. Weiterhin hat er an Soundtracks für Spiel- und Dokumentarfilme sowie Hörspielen der BBC mitgewirkt.
Verheiratet mit Minya DeJohnette, einer Tochter von Jack DeJohnette, betreibt er ein eigenes Tonstudio im Hudson Valley, wo er Musik aufnimmt und mischt. Aufbauend auf seinen eigenen Erfahrungen als Musiker arbeitet er mit dem Sound der aufgenommenen Musiker und verbessert diesen einfühlend; DeJohnette nennt die Art und Weise und das Niveau, wie Surman das Album Hybrids abgemischt hat, unbeschreiblich. Für seine Produktion von Jack DeJohnettes Soloalbum Peace Time erhielt er 2008 einen Grammy.

## Diskographische Hinweise
- John Surman: Apartment #5C (MK2 Music 2002)
- The Ripple Effect: Hybrids (Golden Beams 2005, mit John Surman, Jack DeJohnette, Foday Musa Suso, Marlui Miranda)
- Jack De Johnette: The Elephant Sleeps but Still Remembers (Golden Beams, 2006, mit Bill Frisell)
- Karin Krog & John Surman With Ben Surman Infinite Paths (Meantime Records 2016)
- John Surman, Ben Surman Oceanic Rifts (Bandcamp 2020)